# Plebiscyt Przeglądu Sportowego 2018
84. Plebiscyt na 10 Najlepszych Sportowców Polski 2018 roku zorganizowany został przez Przegląd Sportowy i Telewizję Polsat.

## Wyniki głosowania
| Miejsce | Imię i nazwisko        | Dyscyplina sportu       | Liczba punktów |
| ------- | ---------------------- | ----------------------- | -------------- |
| 1.      | Bartosz Kurek          | siatkówka               | 68 895         |
| 2.      | Kamil Stoch            | skoki narciarskie       | 67 244         |
| 3.      | Michał Kubiak          | siatkówka               | 43 899         |
| 4.      | Justyna Święty-Ersetic | lekkoatletyka           | 32 297         |
| 5.      | Adam Kszczot           | lekkoatletyka           | 29 152         |
| 6.      | Bartosz Zmarzlik       | żużel                   | 27 104         |
| 7.      | Anita Włodarczyk       | lekkoatletyka           | 26 853         |
| 8.      | Andrzej Bargiel        | narciarstwo ekstremalne | 17 796         |
| 9.      | Robert Lewandowski     | piłka nożna             | 14 993         |
| 10.     | Michał Haratyk         | lekkoatletyka           | 11 743         |

## Nominowani
Nominowanych zostało 20 sportowców:
1. Dorota Banaszczyk
2. Andrzej Bargiel
3. Tomasz Bartnik
4. Iga Baumgart-Witan, Małgorzata Hołub-Kowalik, Justyna Święty-Ersetic, Patrycja Wyciszkiewicz (nominacja wspólna)
5. Jan Błachowicz
6. Paulina Guba
7. Michał Haratyk
8. Agnieszka Kobus, Maria Springwald, Marta Wieliczko, Katarzyna Zillmann (nominacja wspólna)
9. Łukasz Krawczuk, Jakub Krzewina, Rafał Omelko, Karol Zalewski (nominacja wspólna)
10. Adam Kszczot
11. Michał Kubiak
12. Bartosz Kurek
13. Michał Kwiatkowski
14. Robert Lewandowski
15. Wojciech Nowicki
16. Szymon Sajnok
17. Kamil Stoch
18. Justyna Święty-Ersetic
19. Anita Włodarczyk
20. Bartosz Zmarzlik

## Zwycięzcy kategorii dodatkowych
- Wyczyn Roku – Akcja ratunkowa na Nanga Parbat
- Drużyna Roku – Reprezentacja Polski w piłce siatkowej mężczyzn
- Trener Roku – Vital Heynen
- Ulubiony Trener Indywidualny – Stefan Horngacher
- Najlepszy Sportowiec Niepełnosprawny – Igor Sikorski
- Mecenas Polskiego Sportu – Zakłady Bukmacherskie Fortuna
- Serce Dla Sportu – Fundacja Anny Lewandowskiej
- Nadzieja Dla Sportu – PKN Energa